# كافيركان أكسو
كافيركان اكسو (بالتركية: Cafercan Aksu)‏ (15 يناير 1987 بأنطاليا في تركيا - ) هو لاعب كرة قدم تركي في مركز الوسط. شارك مع منتخب تركيا تحت 21 سنة لكرة القدم. أما مع النوادي، فقد لعب مع أوردو سبور وبولو سبور وتشايكور ريزه سبور وغازي عنتاب بي.بي.كي وغلطة سراي وغيرسون سبور وكارسياكا ونادي إسطنبول باشاكشهر وTKİ Tavşanlı Linyitspor ‏ وقونية سبور 1922 وKörfez SK ‏.

## وصلات خارجية
- كافيركان أكسو على موقع اتحاد تركيا (لاعب) (الإنجليزية)
- كافيركان أكسو على موقع قاعدة بيانات كرة القدم.إي يو (الإنجليزية)
- كافيركان أكسو على موقع Soccerway.com (الإنجليزية)